# Diaspila bipunctata
Diaspila bipunctata là một loài bọ cánh cứng trong họ Cerambycidae.